# Lurisia
Lurisia (Luřisa in piemontese) è una frazione del comune di Roccaforte Mondovì (Cuneo), ai piedi del Monte Pigna (1768 m) nelle Alpi Liguri.
È sede di una stazione sciistica e di uno stabilimento termale, le Terme di Lurisia.
La popolazione residente è di circa 200 abitanti, che arrivano ad alcune migliaia nei periodi delle vacanze estive e invernali. 
La superficie della località è di circa 12 km².
Lurisia è situata a soli 13 km dal confine con la Francia, anche se non sono presenti strade che conducano in territorio transalpino.
Il nome della località dovrebbe derivare dal piemontese losa, termine con cui sono chiamate le pietre piatte del torrente omonimo che prima di assumere la denominazione attuale era conosciuto come "Loresa" e poi "Lorica".

## Storia
La frazione si trova nella valle attraversata dall'omonimo torrente che, non avendo sbocchi, non è mai stata di passaggio. Tuttavia è stata sicuramente abitata fin da tempi preistorici come le contigue valli Ellero e Pesio. La valle fu poi conquistata dai romani e convertita al cristianesimo circa nel 300; ha subito poi varie incursioni saracene nonché diverse annessioni, fra cui quella dei conti di Morozzo (901), Breo, della contrada di Mondovì (dal 1243), fino a passare definitivamente a casa Savoia nel 1559.
Nel XVI secolo compaiono le prime notizie della frazione da manoscritti e vari archivi (comunali e parrocchiali); il principale prodotto della valle era costituito dalla castagna. Nei primi dell'Ottocento il paese, come tutto il resto della zona, sarà assoggettata dalle truppe napoleoniche ed assegnato alla giurisdizione di Chiusa Pesio. A fine Ottocento le varie migrazioni (soprattutto verso la vicina Francia meridionale) comportarono un progressivo spopolamento della località.
Nei primi anni del Novecento, tuttavia, ci fu un'importante scoperta che cambiò notevolmente le sorti del paese. Nelle cave di losa "Nivolano", poco a monte dell'abitato, fu scoperta dai minatori una sorgente radioattiva contenente radio e con particolari proprietà benefiche; tutto ciò confermò quello che tramandavano alcune storiche leggende che raccontavano di proprietà miracolose dell'acqua di quella zona e che gli animali morenti che bevevano dalla fonte in poco tempo tornavano improvvisamente in uno stato di benessere.

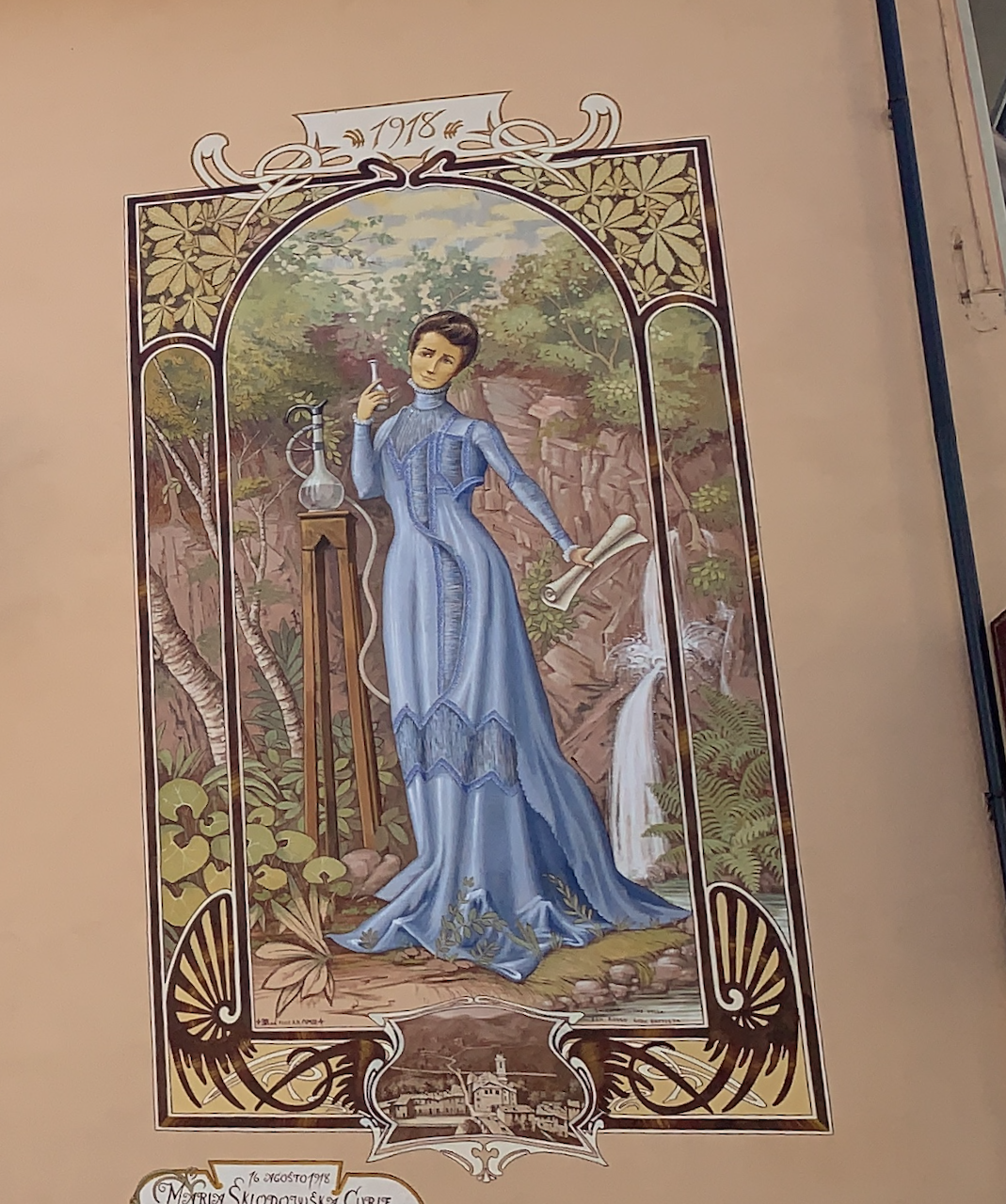
Affresco su una casa del paese che ricorda la visita di Madame Curie

Le proprietà dell'acqua furono confermate dalla fisica premio Nobel Marie Curie, che venne a Lurisia il 16 agosto del 1918, inizialmente invitata dal Ministero della guerra per valutare un eventuale uso del materiale radioattivo (in particolare l'autunite da cui estrarre l'uranio) per scopi bellici (eravamo, infatti, nel corso della prima guerra mondiale).
Nell'agosto 1940 venne aperto lo stabilimento termale e in seguito il sistema di imbottigliamento dell'acqua con lo storico simbolo del minatore (che ricorda il modo con cui venne scoperta la fonte)  presente ancora oggi. Nel secondo dopoguerra la località registrò un imponente flusso turistico, dovuto all'apertura dello stabilimento termale e degli impianti sciistici: negli anni Settanta si contavano fino a 17 alberghi aperti contemporaneamente, oltre a numerosi ristoranti, attività commerciali, una discoteca e un numero considerevole di seconde case.
Negli anni successivi, tuttavia, le poche precipitazioni nevose e la costruzione di nuovi complessi sciistici situati vicino a quote maggiori (Prato Nevoso ed Artesina) hanno ridotto la popolazione turistica che comunque, soprattutto nel periodo estivo, rimane considerevole, attirata dalle terme e dalle varie escursioni possibili in zona. Negli ultimi anni è stato proposto di costruire uno Skydome poco a monte della frazione (nella valle Asili, da dove partono gli impianti di risalita), ma il progetto non è ancora stato portato a compimento.

## Punti d'interesse

### Architetture religiose

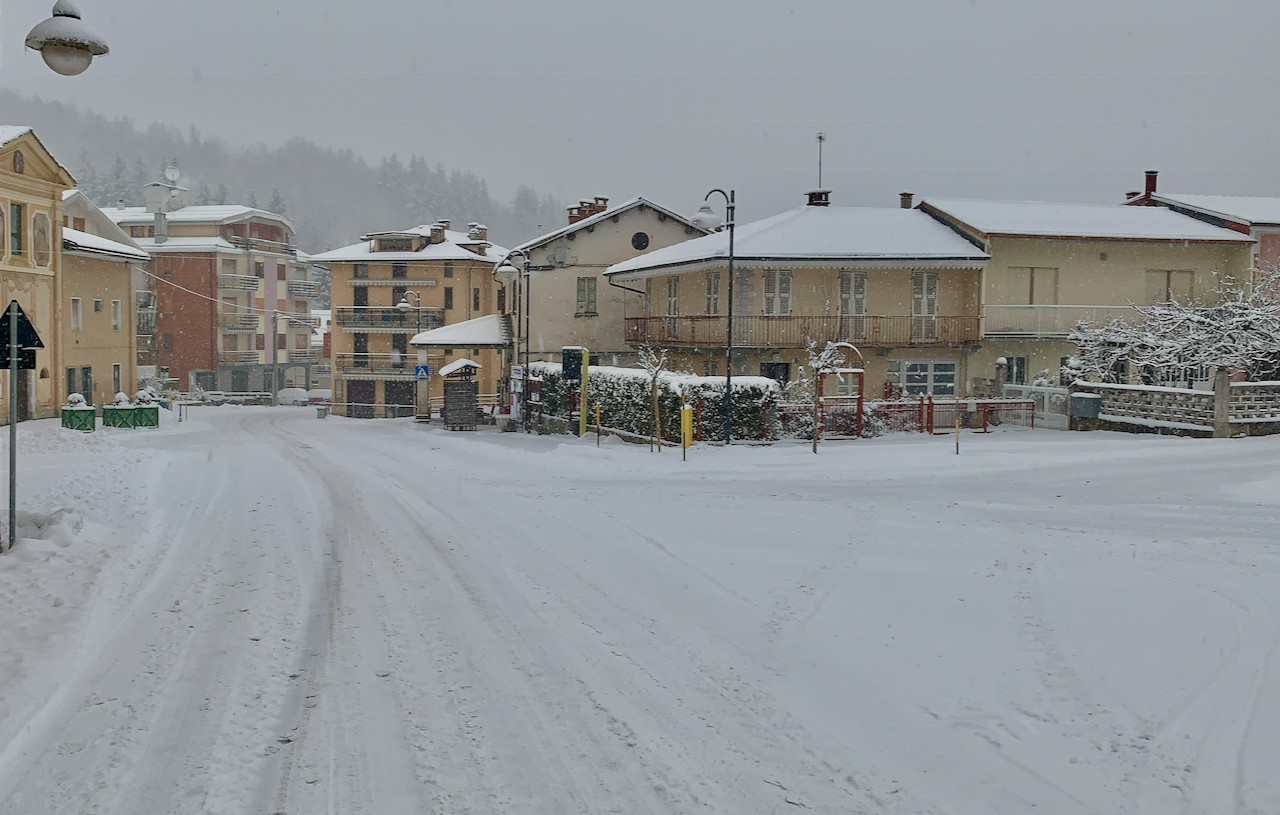
La piazza di Lurisia durante una nevicata

La parrocchiale di Lurisia è dedicata al Santissimo Nome di Maria e la sua costruzione risale al XVIII secolo, ampliamento di una cappella seicentesca che tra il 1742 e il 1811 subì varie ristrutturazioni; il campanile invece risale al 1892.
Fra le varie opere presenti all'interno della chiesa merita una menzione il coro ligneo, scolpito a bassorilievo e proveniente dalla Certosa di Pesio. Nel 2000 sono state realizzate le tre finestre dell'abside con forma ad ovulo, utilizzando vetri soffiati di Venezia.

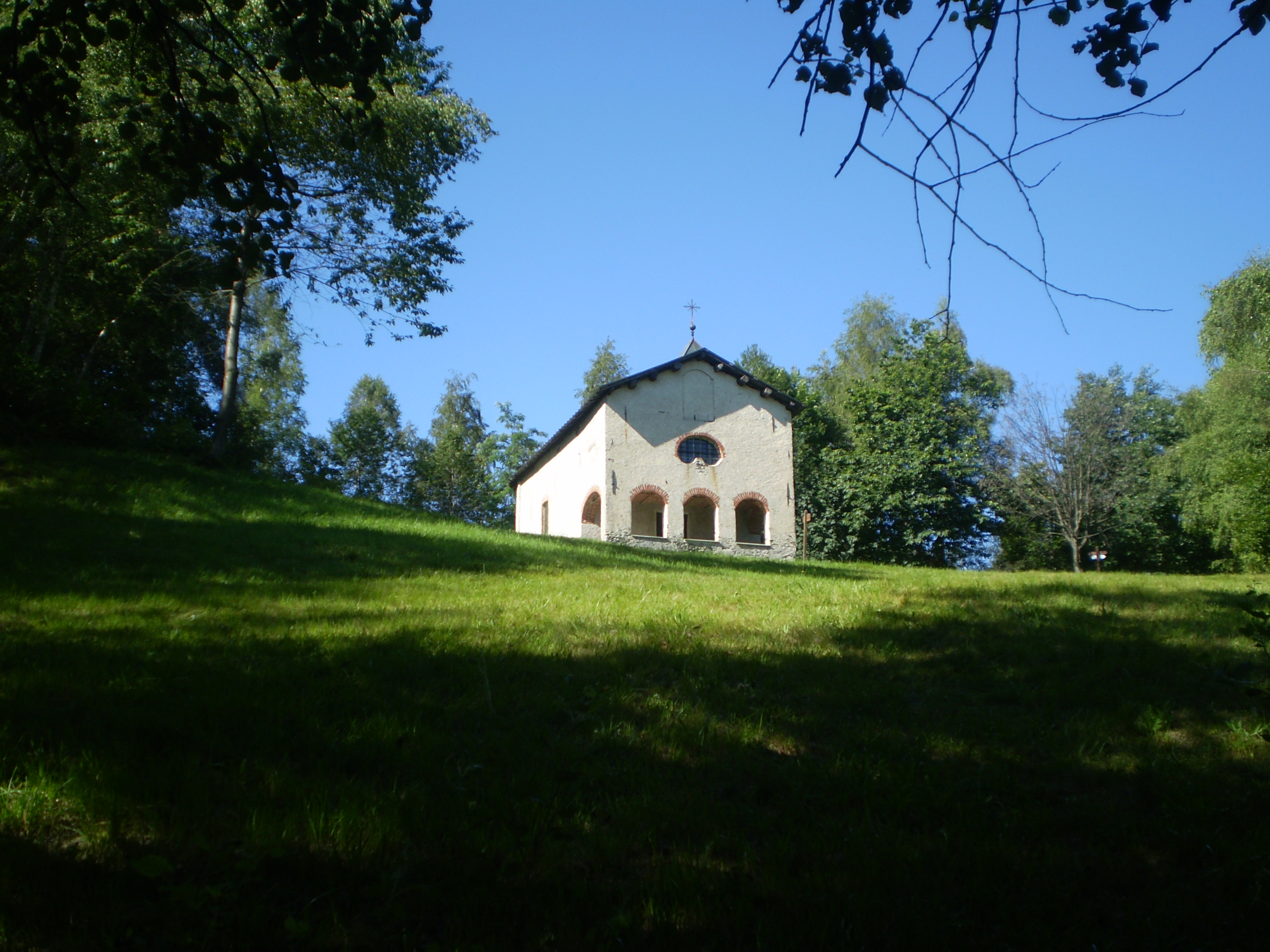
La cappella dell'Olocco

Fuori dell'abitato si trova la cappella dell'Olocco, realizzata sul sito ove vi era un pilone contenente una statuetta lignea della Vergine. La chiesetta si può raggiungere a piedi in circa un'ora partendo dallo stabilimento termale, oppure da Vigna (frazione del vicino comune di Chiusa di Pesio) tramite una strada carrozzabile.
Nel paese vi è inoltre una cappella dell'addolorata.

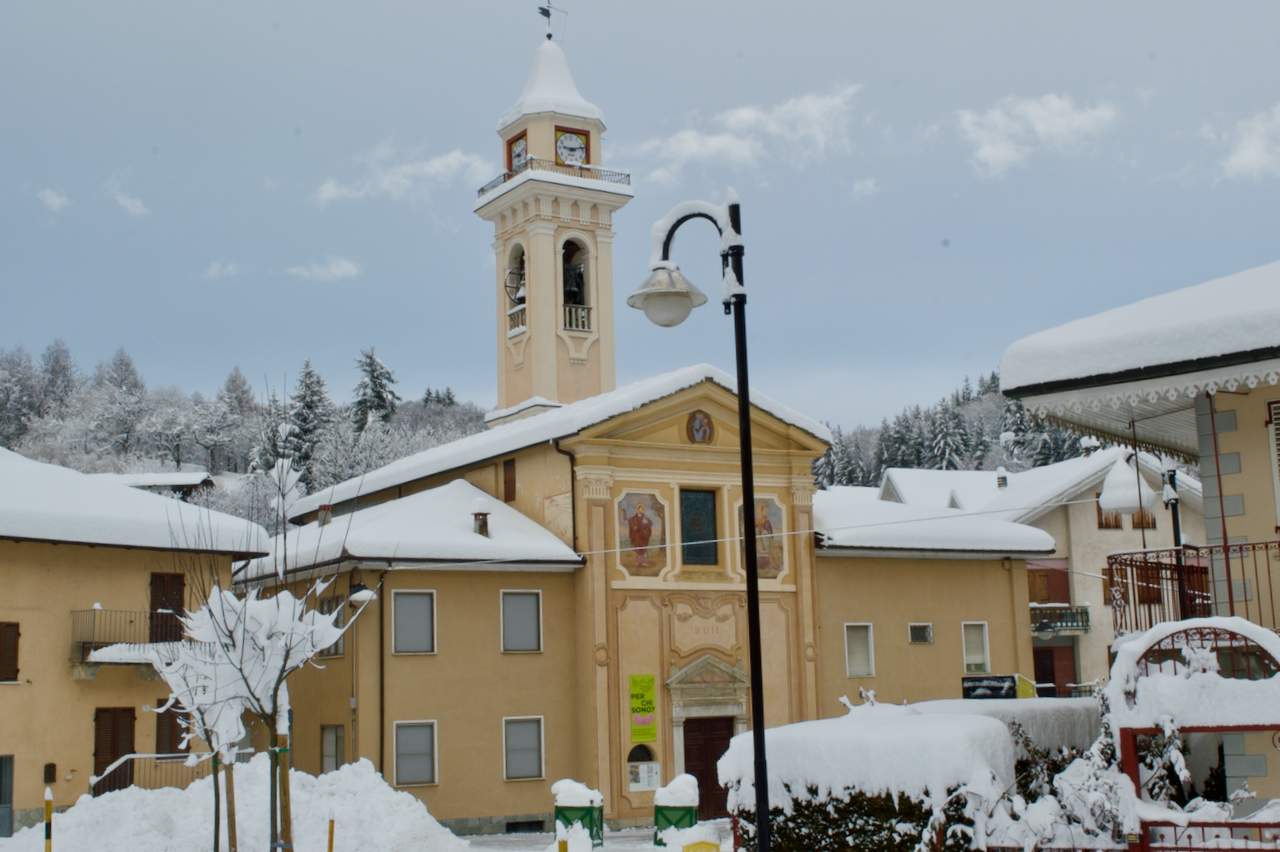
La chiesa di Lurisia dopo una nevicata

### Impianti sciistici
Nella frazione sono presenti gli impianti del Monte Pigna, costruiti a partire dagli anni Sessanta del secolo scorso. Le piste coprono un'estensione totale di circa 40 km e sono servite da 5 skilift (Bucaneve, Margherita, Pineta, Betulla e Genzianella) e un tapis roulant; infine vi è una cabina biposto chiusa che ha funzione di arroccamento, che ha sostituito nel 2008 la storica cestovia.

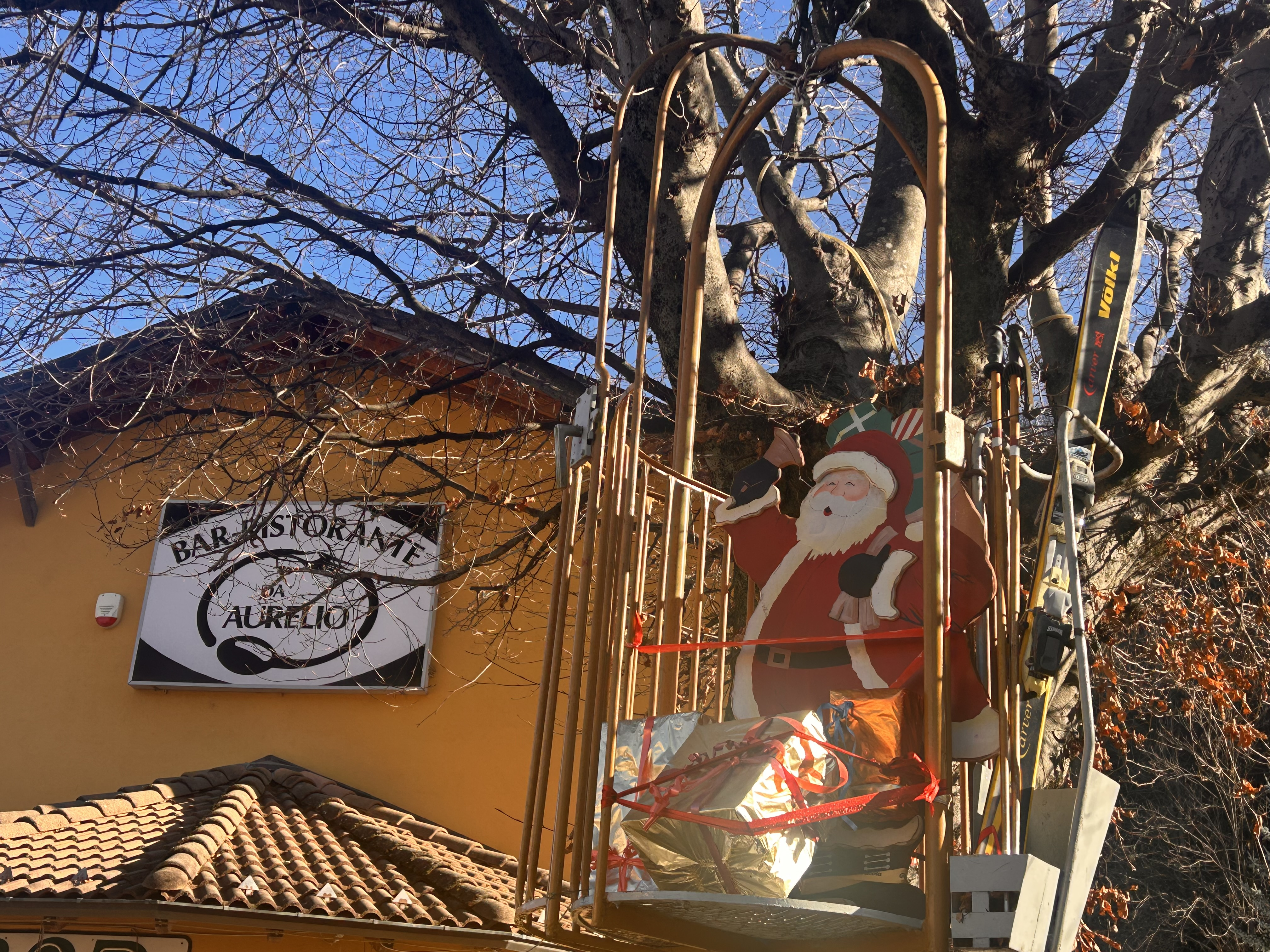
Uno dei cesti dello storico impianto situato nel centro del paese e con decorazioni natalizie.

Le piste presentano un buon grado di difficoltà tecnica e si snodano tra gli 800 m di quota della base impianti e i 1768 m del Monte Pigna.
Vi è anche una seggiovia che raggiunge la località Pian Del Lupo ma che è al momento chiusa.
L'esposizione a nord-ovest delle piste ne favorisce, in stagioni "normali", un buon innevamento, in ogni caso integrato da un impianto di neve programmata a parziale servizio della stazione. Inoltre in quota è presente un anello di fondo di circa 2 chilometri. La cabinovia è di norma aperta anche durante la stagione estiva nei weekend e nelle settimane centrali di agosto.
Nel dopoguerra, in valle Asilii, per alcuni anni è stata operativa una ulteriore sciovia chiamata Loris; negli anni successivi, complice anche il basso innevamento, è stata smantellata ma si possono ancora intravedere alcuni piloni nel bosco .

### Terme

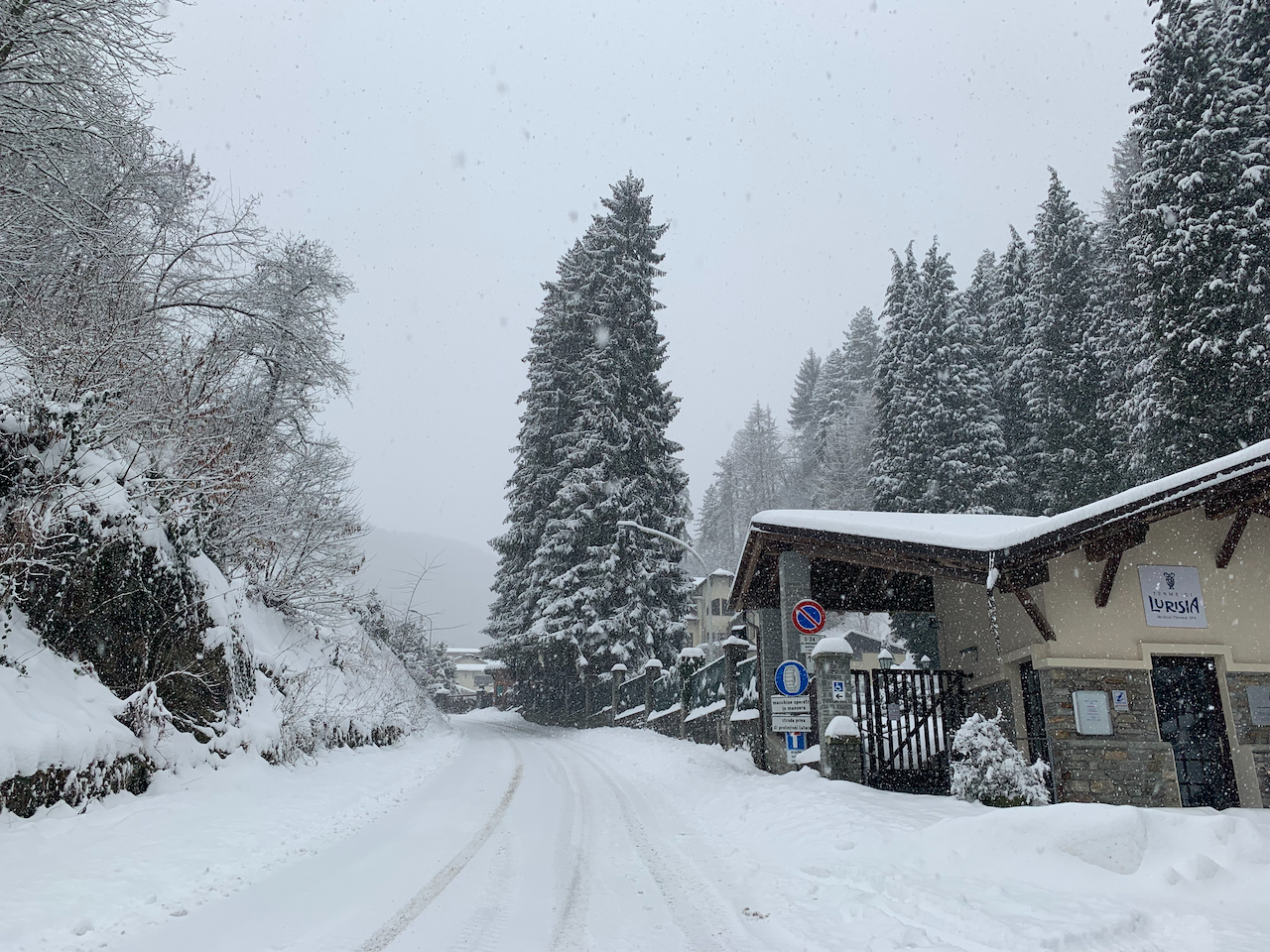
Ingresso del centro termale

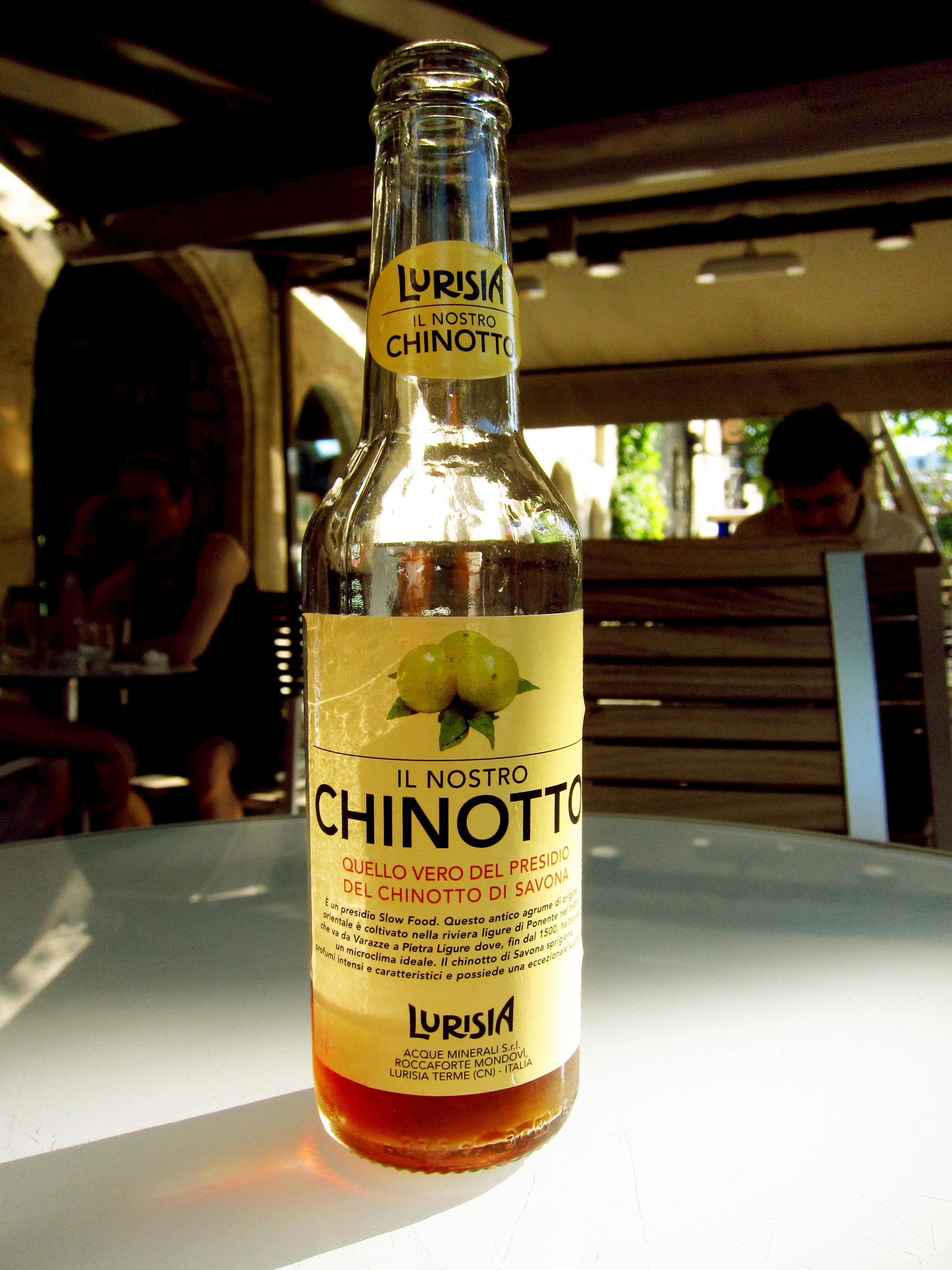
Chinotto Lurisia

A Lurisia è presente uno stabilimento termale, le Terme di Lurisia. Lo stabilimento sfrutta delle sorgenti di acque radioattive che sono state studiate in modo approfondito dalla fisica polacca Marie Curie nel 1918. Lo stabilimento è attivo dal 1940 ed è di 1 livello Super; svolge attività di centro benessere, ma anche attività di centro salute, convenzionato con il Servizio Sanitario Nazionale.
Fra gli ospiti illustri ha avuto anche alcuni presidenti della repubblica (Luigi Einaudi e Giovanni Gronchi), l'onorevole Nenni e il presidente della Fiat Giovanni Agnelli. Allo stabilimento è inoltre collegata anche un'attività di imbottigliamento di acqua minerale e bibite, commercializzate con il marchio Lurisia. Nel settembre 2019 il centro industriale, ad eccezione del parco termale, è stato acquisito dalla Coca-Cola HBC.

### Eventi
La festa patronale si tiene generalmente nel secondo weekend di settembre ed è dedicata al Santissimo Nome di Maria
Ogni anno, a luglio, si tengono i Corsi Internazionali di Musica, organizzati dall'Associazione culturale "G. De Santi".